# Pushd e popd
Em computação, pushd e popd são comandos em vários programas de shell do Unix, como por exemplo, Bash, e também no Windows PowerShell. Ambos os comandos são usados para trabalhar com o diretório em pilha na linha de comando.
O comando pushd salva o atual diretório de trabalho na memória para que ele possa ser devolvido em qualquer momento, opcionalmente mudar para um novo diretório. O comando popd retorna para o caminho no topo da pilha de diretório. Esta pilha de diretórios pode ser acessada pelo comando dirs em Unix ou Get-Location -stack no Windows PowerShell.